# Kwei
Kwei (ou Kwe) est un village du Cameroun situé dans le département du Donga-Mantung et la Région du Nord-Ouest, à proximité de la frontière avec le Nigeria, à quelques kilomètres de Dumbu. Il fait partie de la commune de Misaje.

## Population
En 1970 le village comptait 120 habitants
Lors du recensement de 2005, 692 personnes y étaient dénombrées.
Avec Dumbu, c'est l'une des rares localités où on parle le kemedzung, une langue bantoïde méridionale beboïde.